# Daphne esquirolii
Daphne esquirolii är en tibastväxtart som beskrevs av Hector Léveillé.
Daphne esquirolii ingår i släktet tibaster och familjen tibastväxter. Inga underarter finns listade i Catalogue of Life.